# Gilles Durant de la Bergerie
Gilles Durant de la Bergerie (Clermont-Ferrand, 1554 – 1614 o 1615) è stato un poeta francese.
Avvocato presso il parlamento di Parigi nel Rinascimento, gli vengono attribuiti sonetti, odi e chanson; tra le più note si ricorda Ma belle si ton âme. Solitamente, come la moda del periodo imponeva, le composizioni erano accompagnate da tiorba/arciliuto o chitarrone.
È conosciuto anche come uno degli autori dell'opera satirica collettiva Satire Ménippée.